# Vila (Boimorto)
Vila (en gallego y oficialmente, A Vila) es una aldea española situada en la parroquia de Rodieiros, del municipio de Boimorto, en la provincia de La Coruña, Galicia.

## Demografía
| Gráfica de evolución demográfica de Vila entre 2000 y 2018 |
|                                                            |
| Datos según el nomenclátor publicado por el INE.           |